# Maurice Duhaupas
Pour les articles homonymes, voir Duhaupas.
Maurice Henri Duhaupas, né le 20 février 1891 à Paris 20e et mort le 6 août 1971 à Paris 14e, est un peintre français. Il repose à Pontault-Combault.

## Biographie
Il expose au Salon des indépendants de 1927 les toiles Portrait de la lionne Sarah et Le chemin de Malnoue ; en 1928, Bords de l'Yonne (les grands près) et Mairie de Tournan et en 1929, Fleurs. 
Il est maire de Pontault-Combault en 1944.